# Domnul Re-Diez și domnișoara Mi-Bemol
Domnul Re-Diez și domnișoara Mi-Bemol (în franceză M. Ré-Dièze et Mlle Mi-Bémol)  este o povestire scrisă de Jules Verne, publicată în Figaro illustré, nr. 45, anul XI (Crăciunul anului 1893), apoi republicată în volumul Ieri și mâine, sub o formă ușor modificată de Michel Verne în 1910.

## Povestea
În localitatea Kalfermatt din Elveția, organistul Eglisak surzește și nu mai poate acompania slujbele bisericii. Inițial, preotul încearcă să compenseze cu ajutorul unui om care știa să cânte la fluier, dar inițiativa se dovedește nepotrivită și este abandonată.
Peste câteva luni, în localitate sosește maestrul Effarane, care știe să cânte la orgă. Deși prezența lui este însoțită de evenimente ciudate (prezența lui e însoțită de miros de sufl, orga pare a cânta când biserica e închisă, etc.), este angajat ca organist la biserică, spre spaima copiilor din cor. Pentru doi dintre aceștia, tânărul Joseph și tânăra Betty, Effarane găsește sunetul care li se potrivește perfect: re-diez și, respectiv, mi-bemol, despre care el susține că sunt două sunete complet diferite.
Înspăimântat de prezența maestrului, Joseph se trezește într-o noapte că Effarane îi închide pe toți copiii din cor în tuburile orgii. Din fericire, acesta este doar un coșmar, dar la trezire băiatul află că Effarane dispăruse din oraș. Peste ani, Joseph se căsătorește cu Betty.

### Capitolele povestirii
Povestirea are 10 capitole, fără titlu.